# Kendall Motors
Die Kendall Motors Ltd. war ein britischer Hersteller von Cyclecars, der von 1912 bis 1913 in Sparkhill (Birmingham) ansässig war.
Ein Modell war ein Cyclecar. Für den Antrieb sorgte wahlweise ein luftgekühlter V2-Motor von J.A.P. mit 8 PS Leistung oder ein Einbaumotor von Peugeot mit 7 bis 9 PS. Die Motorleistung wurde mit Riemen auf die Antriebsachse übertragen. Der Neupreis betrug 89 bis 95 Pfund Sterling.
Daneben gab es einen Kleinwagen, der zwar den gleichen J.A.P.-Motor hatte, aber eine höherwertige Kraftübertragung. Das Modell kostete 130 Pfund.